# Martinskirche (Madlow)

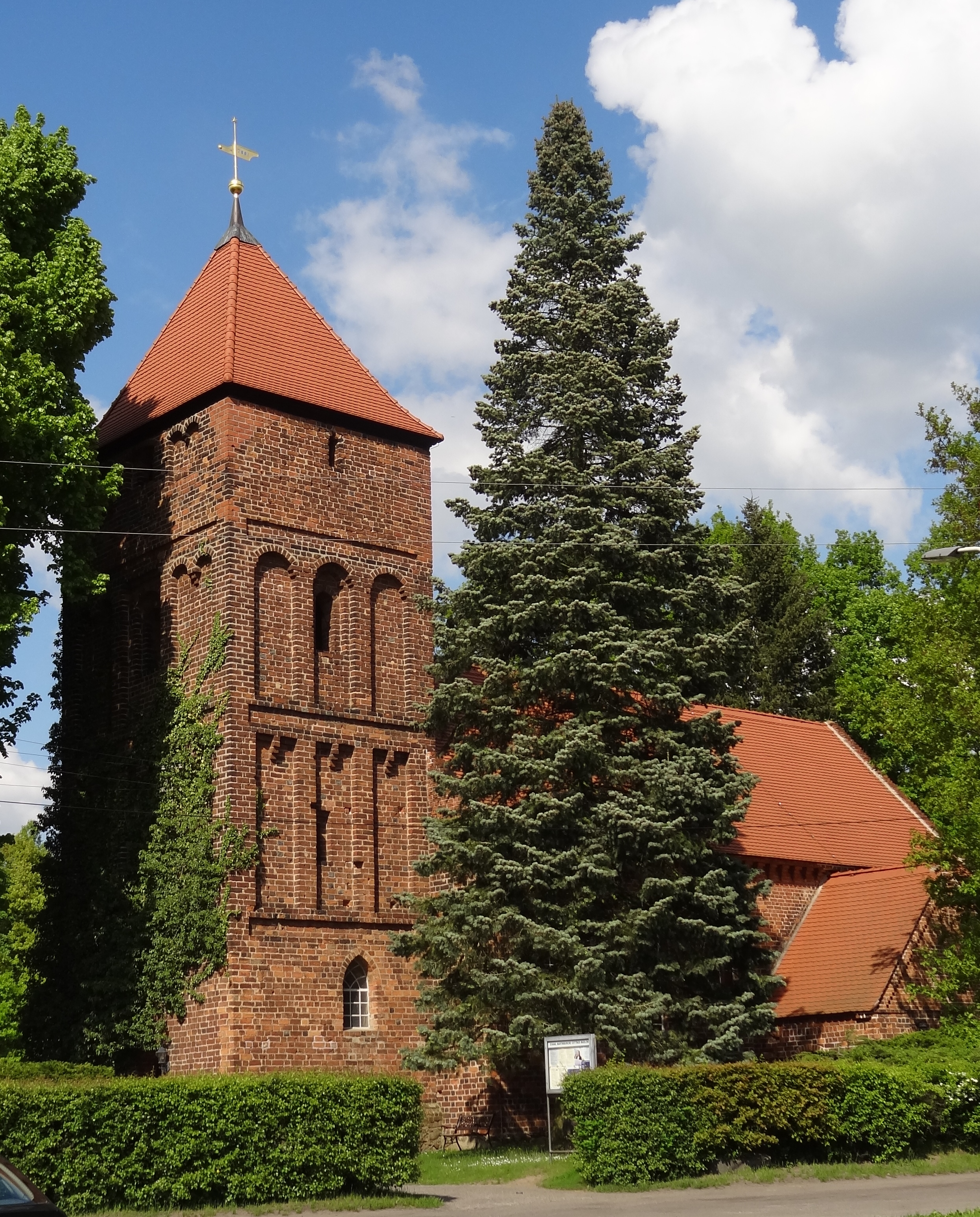
Martinskirche in Madlow (2013)

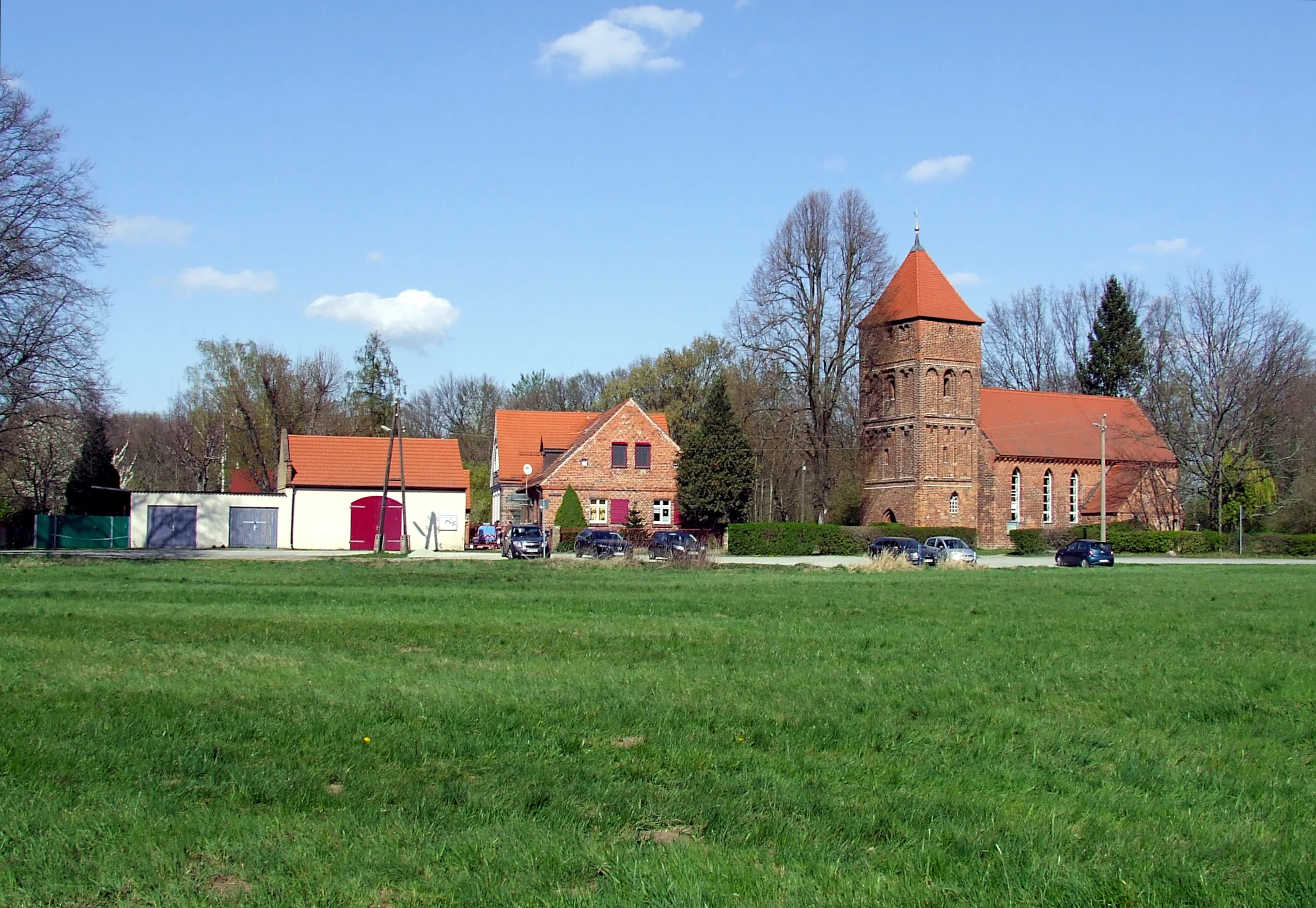
Martinskirche und Kindertagesstätte (2019)

Die Martinskirche ist das Kirchengebäude im Stadtteil Madlow der Stadt Cottbus in Brandenburg. Es gehört der Kirchengemeinde Cottbus-Süd im Kirchenkreis Cottbus der Evangelischen Kirche Berlin-Brandenburg-schlesische Oberlausitz. Das Kirchengebäude ist ein eingetragenes Baudenkmal in der Denkmalliste des Landes Brandenburg.

## Architektur und Geschichte
Die Madlower Martinskirche wurde gegen Ende des 14. oder Anfang des 15. Jahrhunderts auf halber Strecke zwischen den Ortschaften Madlow und Kiekebusch errichtet und liegt direkt an der Spree. Anstelle der heutigen Kirche wurde bereits im Jahr 1124 eine Holzkapelle gebaut, die auch durch archäologische Funde nachgewiesen werden konnte. Schon früher befand sich dort ein slawischer Götterhain. Die Kirche ist ein Mauerwerksbau aus Ziegeln und Feldsteinen und hat einen stattlichen Westturm. Der Turm ist durch Mauerwerksrücksprünge und eine Vielzahl an Blenden gegliedert; diese sind im ersten Obergeschoss mit Konsolen versehen und rechteckig, im zweiten Obergeschoss sind sie rundbogig. Dort befinden sich auch die Schallluken in den mittleren Blenden. In der Westwand liegt ein abgestuftes Spitzbogenportal, an der Nord- und Südwand befindet sich im ersten Geschoss jeweils ein Spitzbogenfenster. Abgeschlossen wird der Turm mit einem Pyramidendach mit Turmknauf und Wetterfahne.
Das rechteckige Kirchenschiff und der gerade geschlossene Altarraum gleicher Breite wurden im Jahr 1871 unter Beibehaltung der ursprünglichen Firsthöhe erhöht. Die ursprüngliche Dachform ist durch das Mauerwerk an der Ost- und Westwand noch zu erkennen, die zur Erhöhung genutzten Ziegel sind etwas heller. Bei diesen Arbeiten wurden die schmalen Spitzbogenfenster der Kirche erneuert. An der Nordwand wurden zudem zwei gotische Spitzbogenportale vermauert und stattdessen neue Fenster eingesetzt. In der Ostwand befindet sich eine Dreifenstergruppe. Im südlichen Teil der Martinskirche befindet sich eine Sakristei aus Feldstein. Westlich davon wurde im späten 16. Jahrhundert eine Ziegelvorhalle angebaut, deren Giebel im 19. Jahrhundert neu aufgemauert wurde. Das Kirchenschiff und die Vorhalle sind mit Satteldächern überzogen.
Der Innenraum der Kirche war ursprünglich ein hölzernes Tonnengewölbe. 1879 wurde der Innenraum grundlegend umgestaltet, dabei wurde eine dreiseitig gebrochene Bretterdecke eingezogen. Die bei den Bauarbeiten gefundenen gotischen Wandmalereien wurden wieder überstrichen. Zeitweise befanden sich in der Kirche Ausstattungsstücke aus der abgerissenen Dorfkirche Klinge, darunter ein Kanzelaltar mit Auferstehungsgemälde und Säulenaufbau mit Akanthuswangen von 1737 und ein Taufbecken. Bei einer Sanierung ab dem Jahr 1971 erhielt die Westempore eine neue Brüstung. Des Weiteren wurde bei den Baumaßnahmen fast die gesamte Ausstattung entfernt, auch der Altar und das Taufbecken. Die Sanierungsarbeiten wurden 1975 abgeschlossen. Die Orgel auf der Westempore schuf 1988 Herbert Löbling mit 20 Registern auf zwei Manualen und dem Pedal.

## Kirchengemeinde
Zur Kirchengemeinde Cottbus-Süd, für die die Madlower Kirche die Pfarrkirche ist, gehören neben Madlow noch die Dörfer Kiekebusch und Sachsendorf. Bis mindestens 1820 gehörte auch Roggosen zur Kirchengemeinde, der Ort wurde vor 1861 nach Komptendorf umgepfarrt. Die sorbischsprachigen Gottesdienste wurden 1873 eingestellt, der damalige Pfarrer war bereits gebürtiger Deutscher und hatte bis dahin ab und zu Beichten auf Sorbisch abgehalten. Ende des Jahres 1883 lebten in der Kirchengemeinde 1605 Einwohner, von denen 1031 Sorben (64,2 Prozent) und 574 Deutsche waren. Die für die Region und die damalige Zeit relativ geringe Anzahl an Sorben ist unter anderem auf die Gründung des Ortes Sachsendorf zurückzuführen, der von sächsischen Kolonisten angelegt wurde. Der Ort Kiekebusch war 1884 noch vollständig sorbisch.
Bis 1945 gehörte die Kirchengemeinde als Teil der Superintendentur Cottbus zur Evangelischen Landeskirche der älteren Provinzen Preußens und nach deren Zerfall zur Evangelischen Kirche in Berlin-Brandenburg. Diese ging im Januar 2004 in der Evangelischen Kirche Berlin-Brandenburg-schlesische Oberlausitz auf. Die Kirchengemeinde Cottbus-Süd ist seit dem 1. Januar 2020 mit der Kirchengemeinde Leuthen-Schorbus zu einem Pfarrsprengel zusammengeschlossen. Zur Kirchengemeinde gehört eine Kindertagesstätte.